# Marcos Morau
Marcos Morau (Ontinyent, 1982) és el nom artístic de Marcos Mora Ureña, coreògraf valencià que dirigeix la companyia de dansa-teatre La Veronal. Va obtenir el Premi Nacional de Dansa d'Espanya l'any 2013.

## Biografia[calcitació]
Format entre Barcelona i Nova York, en fotografia, moviment i teatre, Marcos Morau construeix mons i paisatges imaginaris on el moviment i la imatge es troben i es engoleixen mútuament.
Obté la màxima qualificació en el seu projecte final de carrera i el premi extraordinari de creació a l'Institut de Teatre de Barcelona. Els seus coneixements artístics no es limiten a la dansa, sinó que s'estenen a altres disciplines com la fotografia i la dramatúrgia, cursant el Màster en Teoria de la Dramatúrgia entre la UAB, la Universitat Pompeu Fabra i el mateix Institut de Teatre. Des de fa més de deu anys, Marcos Morau dirigeix La Veronal com a director, coreògraf i dissenyador d'escenaris, vestuari i il·luminació. Ha recorregut el món presentant els seus treballs en festivals, teatres, i diversos contextos internacionals com el Théâtre National de Chaillot a París, la Biennal de Venècia, al Festival d'Avinyó, Tanz Im August a Berlín, Festival RomaEuropa, SIDance Festival de Seül o Sadler 's Wells a Londres, entre molts altres. A més del seu treball amb La Veronal, Marcos Morau és artista convidat en diverses companyies i teatres de tot el món on desenvolupa noves creacions, sempre a mig camí entre les arts escèniques i la dansa: Ndt, El Ballet de l'Òpera de Göteborg, Ballet de Rhin, Royal Danish Ballet, Scapino Ballet, Carte Blanche, Ballet de Lorraine, Companyia Nacional de Dansa, Ballet de l'Òpera de Lucerna, Grands Ballets Candiens entre molts altres.
Sent el Premi Nacional de Dansa més jove d'Espanya, el llenguatge de Marcos Morau és una herència del moviment abstracte i el teatre físic. Un poderós llenguatge corporal basat en l'aniquilació de tota lògica orgànica, disseccionant el moviment i convertint-lo en una identitat única.
A més, Marcos Morau ha estat guardonat amb el premi FAD Sebastià Gasch, atorgat per la fundació FAD d'Arts i el Disseny, o el premi TimeOut a el millor creador, entre d'altres.
Amb les seves creacions ha aconseguit guanyar premis en nombrosos certàmens coreogràfics nacionals i internacionals com el Certamen Coreogràfic Internacional de Hannover, el Certamen Coreogràfic de Copenhaguen, Madrid, etc. A més de la seva vessant creativa, Marcos Morau compagina les seves creacions amb la docència, impartint classes i tallers al voltant dels processos creatius i les noves dramatúrgies en conservatoris, cicles i universitats, com l'Institut de Teatre, la Universitat de les Arts d'Estrasburg o la Nova Sorbona de París, entre d'altres.
El futur de Morau s'obre a nous formats i llenguatges on l'Òpera, la dansa i el teatre físic dialoguen més a prop que mai, buscant noves formes d'expressar i comunicar en el nostre temps present, sempre convuls i canviant.